# بيج نيلسن
بيج نيلسن (بالإنجليزية: Paige Nielsen)‏ (14 أكتوبر 1993 في الولايات المتحدة - ) هي لاعبة كرة قدم أمريكية في مركز الهجوم. لعبت مع كانبيرا يونايتد.

## وصلات خارجية
- بيج نيلسن على موقع قاعدة بيانات كرة القدم.إي يو (الإنجليزية)
- بيج نيلسن على موقع Soccerway.com (الإنجليزية)